# Nyboder
Nyboder es un barrio histórico de casas adosadas construido en antiguos cuarteles navales en Copenhague (Dinamarca). Fue planificado y construido por primera vez por Christian IV para dar cabida a la necesidad de vivienda del personal de la Armada Real Danesa, que estaba experimentando un rápido crecimiento, y sus familias. Aunque la zona aún se asocia comúnmente con el nombre de su fundador, como uno de los numerosos proyectos de construcción de Copenhague, el Nyboder que se ve hoy en día fue construido a partir de 1757, a excepción de una sola hilera de casas en Sankt Pauls Gade.
Hoy en día, Nyboder se asocia mucho a su color amarillo, de modo que en danés «amarillo Nyboder» se utiliza a menudo como término genérico para referirse a su tonalidad exacta de amarillo. Sin embargo, el color original de la urbanización era rojo y blanco.

## Historia

### El Nyboder de Christian IV

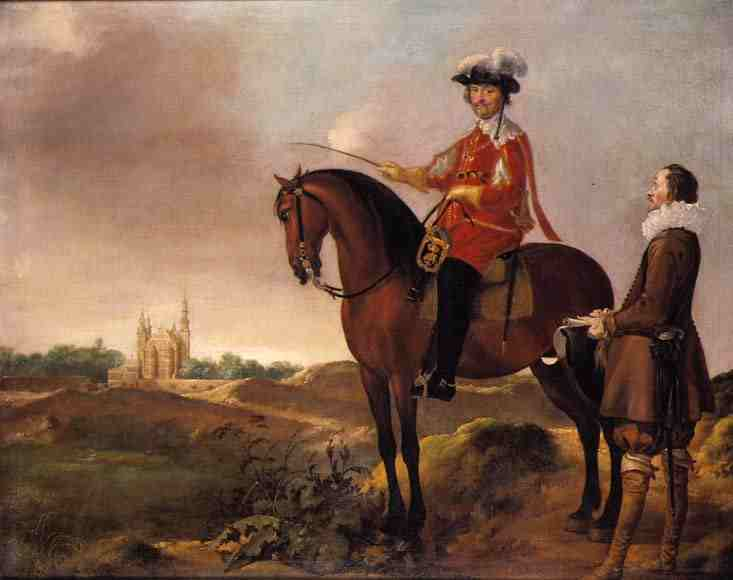
El rey Christian IV y Hans van Steenwinckel el Joven pintados juntos en 1638, con el castillo de Rosenborg al fondo, cerca de Nyboder.

Durante el reinado de Cristián IV, la Marina Real Danesa creció rápidamente y se hizo urgente la necesidad de un alojamiento adecuado para su personal y sus familias. Bremerholm ya ofrecía viviendas similares para los oficiales navales; eran las antiguas casas a las que se aludía implícitamente en el nombre de Nyboder, por lo que ahora las nuevas casas debían albergar a marineros y otro personal. La nueva urbanización se planificó en terrenos a las afueras de Copenhague que el rey había adquirido previamente con la intención de ampliar la ciudad fortificada hacia el norte, algo que aún no había sucedido, pero para lo que ya se había construido el Puesto de Santa Ana, que más tarde se convertiría en Kastellet, un poco más al norte.

Plano de Nyboder (el norte está a la derecha)

La construcción de Nyboder comenzó en 1631. La zona se trazó en torno a dos calles principales que irradiaban desde una plaza planificada que nunca llegó a construirse. Las hileras se orientaron perpendicularmente a dichas calles. Los arquitectos que ayudaron al rey fueron Hans van Steenwinckel el Joven y, más tarde, Leonhard Blasius. El Nyboder de Christian IV se terminó hacia 1641.

### Absorción por la ciudad
En 1647, un año antes de la muerte de Cristián IV, Nyboder fue definitivamente absorbido por la ciudad amurallada, aunque gran parte de sus alrededores aún tenía que ser reurbanizada. Justo al norte de Nyboder se extendía un terreno no urbanizado conocido como Groenlandia (en danés, Grønland).
El 16 de diciembre de 1658 explotó un polvorín al norte de Nyboder, dañando o derribando muchas casas y causando numerosas víctimas.
En 1668, la horca de Copenhague se trasladó desde su ubicación anterior, en el lugar donde unos años más tarde se levantaría Kongens Nytorv, hasta Grønland. En 1677, Nyboder fue testigo de otro acontecimiento sombrío, la construcción de la prisión de Copenhague un poco más al sur.

### Cuerpo de guardia y cárcel

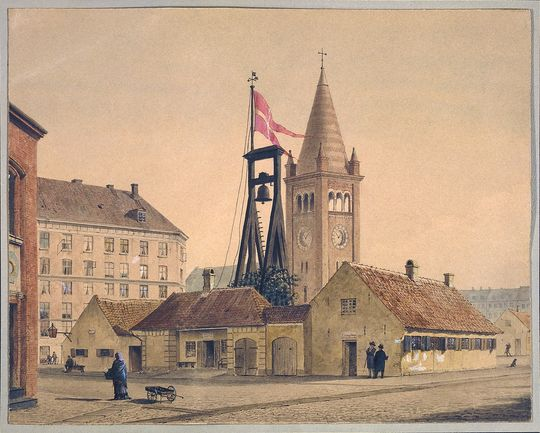
Pintura de 1880 que muestra el cuerpo de guardia con la campana y San Pablo, visible al fondo. Hoy en día, la vista de la iglesia está obstruida por edificios.

Desde sus inicios, la zona de Nyboder contó con un cuerpo de guardia que fue sustituido por un nuevo edificio en la década de 1780. Tenía una campana exterior que se utilizaba para reunir a la gente en caso de ataque militar o incendio. El edificio también albergaba la propia guardia del cuartel de Nyboder y contenía una cárcel donde se encarcelaba a los residentes problemáticos.

### Ampliación de Nyboder
En 1695, una comisión estudió una propuesta para trasladar parte de la flota a la isla de Møn, debido a la falta de espacio en la abarrotada ciudad, a la que aún no se permitía expandirse más allá de sus fortificaciones, pero el plan nunca se llevó a cabo. Cuando se creó el islote de Frederiksholm mediante una serie de reclamaciones de tierras, la intención era utilizarlo para nuevos cuarteles navales, pero los planes nunca se llevaron a cabo.
Finalmente, se decidió construir nuevas casas en Nyboder y la expansión continuó durante los 40 años siguientes. En 1756 se construyeron 24 casas de dos plantas diseñadas por Philip de Lange, y aunque las ampliaciones posteriores correrían a cargo de otros arquitectos, estas se ajustaron a su diseño inicial. En 1771, Anthon y Harsdorff ampliaron algunas de las hileras originales de Christian IV con una planta más. Entre 1781 y 1796 se construyeron unas 150 viviendas más. Entre 1781 y 1796 se construyeron unas 150 casas más. Durante ese mismo periodo se construyó también un cuerpo de guardia (1787) y cinco casas para oficiales.
Entre 1853 y 1878 la mitad de Nyboder fue vendida y demolida.

## Nyboder hoy
Nyboder sigue albergando a personal de la Armada, el Ejército y la Fuerza Aérea danesas, y se da prioridad a los miembros del servicio estacionados en Copenhague.
Se ha propuesto en varias ocasiones vender las casas y utilizar los ingresos para diversos fines, incluidas inversiones en la mejora de las infraestructuras de Copenhague, pero hasta la fecha se ha rechazado la idea.
En 2009, la Fundación A. P. Møller donó 50 millones de coronas danesas para rehabilitar algunas de las casas.

## Iglesia de Nyboder

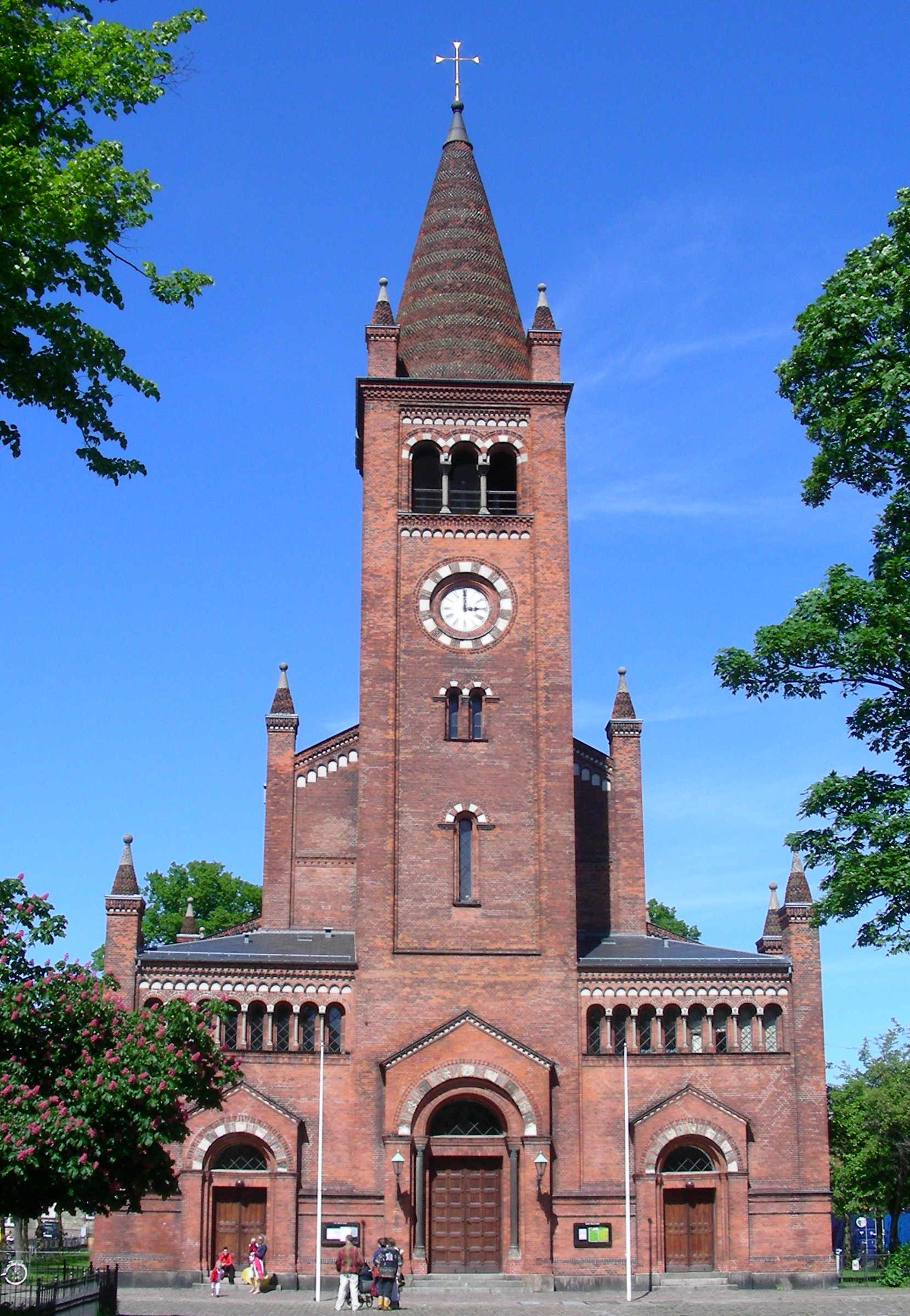
Iglesia de San Pablo

Entre 1872 y 1877 se construyó la iglesia de San Pablo según el diseño de Johannes Emil Gnudtzmann en el centro de la zona de Nyboder, y a menudo se la conoce como la iglesia de Nyboder. Está construida en ladrillo rojo y la mampostería está decorada con persianas, arcos, columnas y pináculos en todas las esquinas.

## La escuela de Nyboder
La escuela Nyboder se encuentra en Øster Voldgade, 15.

## Monumentos

### Monumento a Édouard Suenson

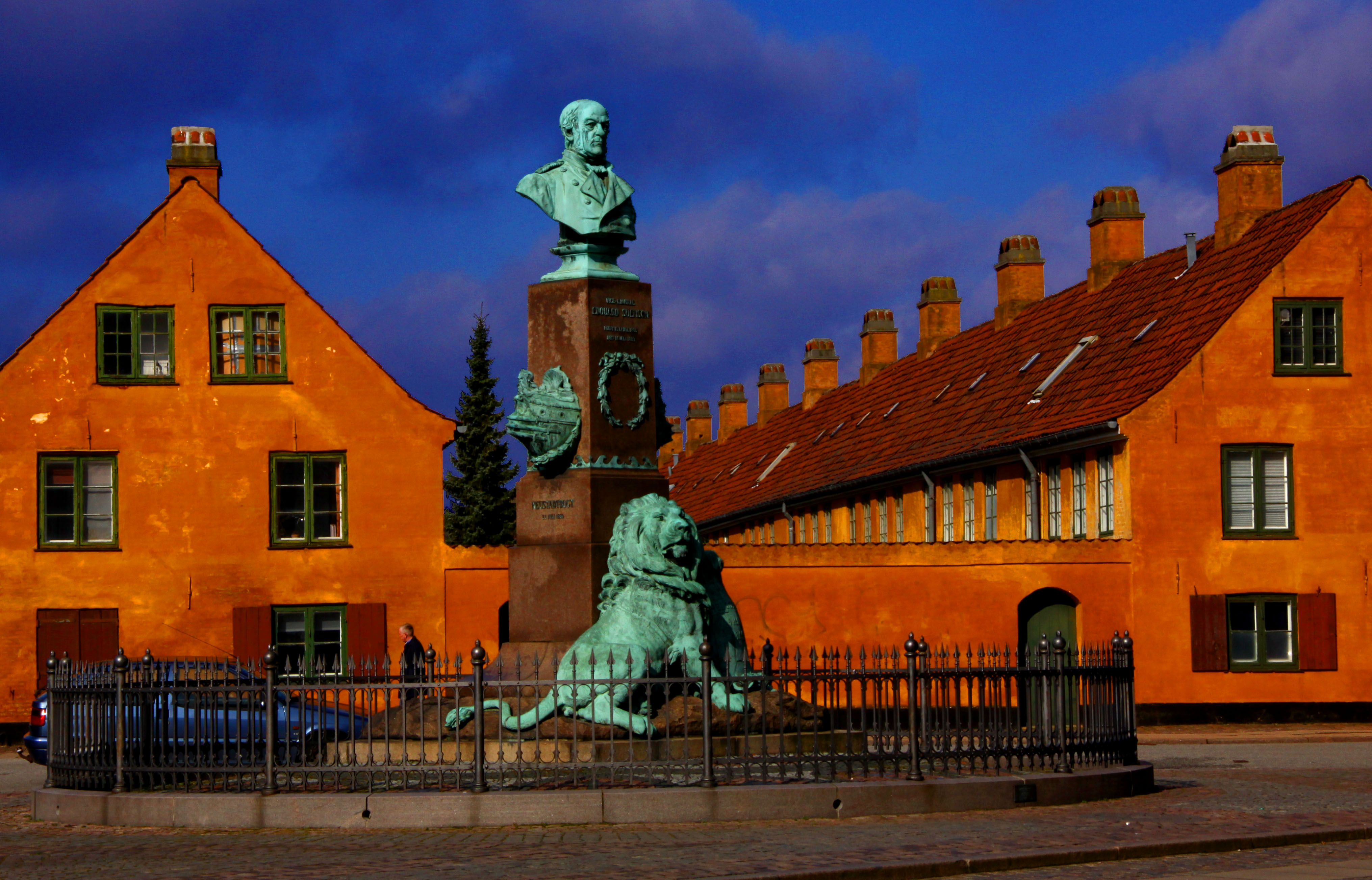
El monumento a Édouard Suenson

En Store Kongensgade, frente a Nyboder, se encuentra un monumento en honor al vicealmirante Edouard Suenson, que comandó los barcos daneses en la batalla de Heligoland el 9 de mayo de 1864. El monumento fue diseñado por Theobald Stein e inaugurado el 9 de mayo de 1889.
El monumento consiste en un busto del vicealmirante montado sobre un alto plinto decorado con una corona de laurel y proas. En su parte frontal lleva la inscripción «VICEADMIRANTE/EDOUARD SUENSON/NACIDO EL 13 DE ABRIL DE 1805/MUERTO EL 16 DE MAYO DE 1887». En el pie del zócalo hay leones de bronce que sostienen un escudo de armas con la inscripción «HELGOLAND/9 MAY/1864».

### Estatua de Christian IV

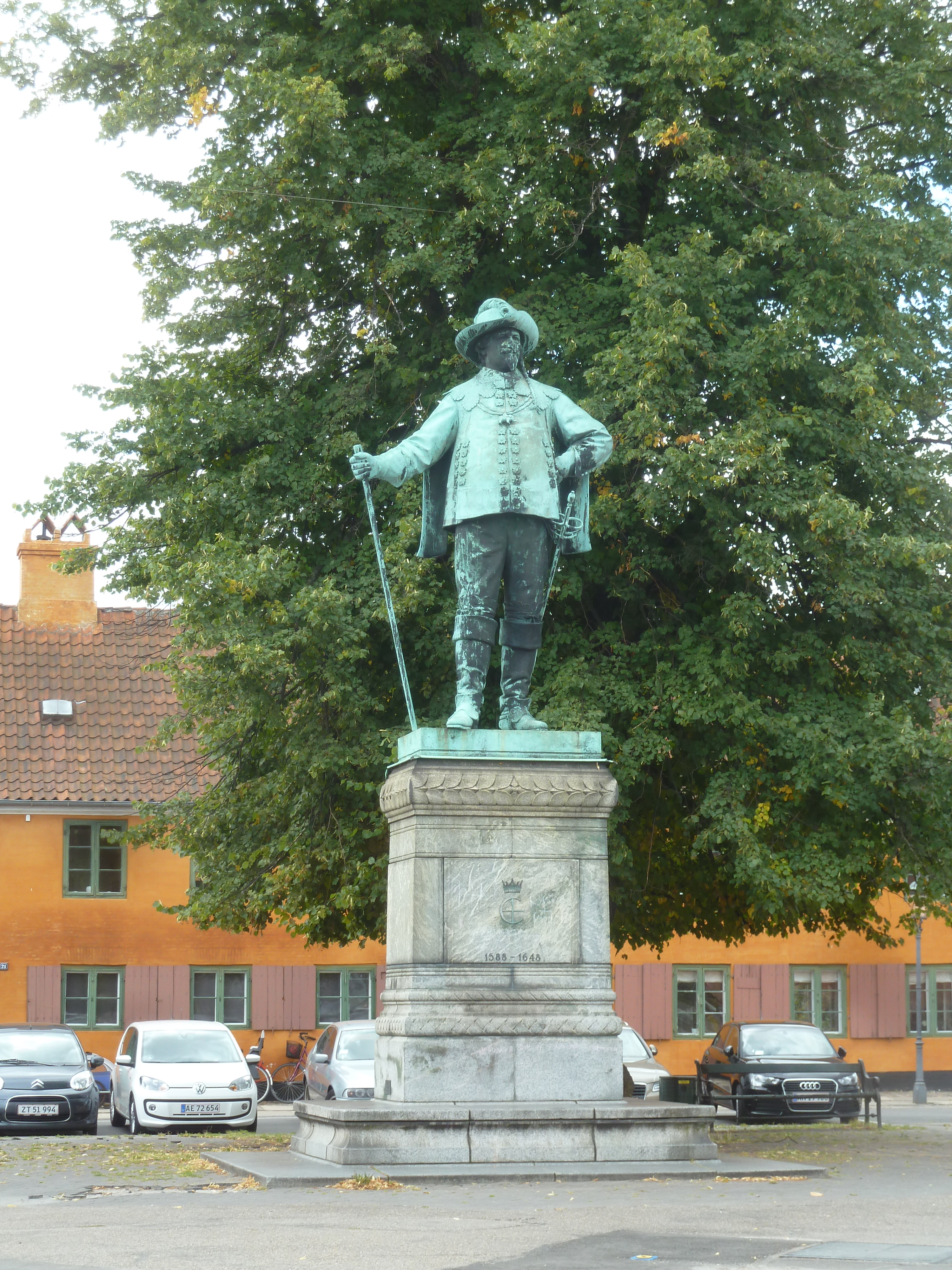
Estatua de Christian IV en Nyboder.

En la esquina de Kronprinsessegade y Øster Voldgade se encuentra una estatua de bronce de Christian IV, el fundador de la zona, sobre un zócalo de granito. Vilhelm Bissen fue el encargado de diseñar la estatua, que fue inaugurada en 1900.